# Marta Gili
Marta Gili (Barcelona, 11 de març de 1957) és l'actual directora de l'Escola Nacional Superior de Fotografia de la vila d'Arle, a la Provença. Abans havia estat durant dotze anys directora de la Galeria d’art contemporani Jeu de Paume de París, que ha posat en el circuit de l'art contemporani i de la fotografia actual. I encara anteriorment havia sigut responsable del departament de fotografia de la Fundació La Caixa. També col·labora habitualment amb diverses publicacions com El País o El Mundo, entre d'altres.
| «            | A mi no m'interessa l'art per l'art, el merament lúdic, vull que quan entri en aquest centre la persona sàpiga que es trobarà amb alguna cosa que l'afectarà, i que s'hi confrontarà, que li remourà coses. | » |
| — Marta Gili | |   |

## Biografia
Gili es va llicenciar el 1980 en Filosofia i ciències de l'educació, especialitzant-se en psicologia clínica a la Universitat de Barcelona. Des d'aquest camp científic es va anar interessant progressivament pel concepte d'imatge i pel món de la fotografia.
Més endavant va iniciar una col·laboració amb la Fundació Joan Miró abans de dirigir la programació cultural de la desapareguda sala Arcs de Barcelona. Quan aquesta sala va ser absorbida per la Fundació la Caixa, va romandre vinculada mitjançant aquesta fundació amb seu a la plaça de Catalunya. Va estar vinculada 12 anys a la Fundació La Caixa, com a responsable d'Arts Visuals, des d'on va programar i/o comissariar exposicions monogràfiques  de Richard Avedon, Tracy Moffatt, Miguel Riobranco, Aernout Mik, Diane Arbus, Bill Viola, Doug Aitken, Marta Sentis entre d'alares; exposicions temàtiques com "La Imatge frágil", "Ficcions documentals", "Deixeu el Balcó obert", "Fotografs i aventurers, narradors d'histories".
El 2006 es va presentar al concurs per la direcció del Jeu de Paume, que va guanyar el setembre d'aquell any. Hi substituïa l'anterior director, Régis Durand, que es jubilava, i fins al 2018 ha aconseguit que aquesta galeria contemporània se situés al costat dels grans centres d'art de la imatge, com el Pompidou o Le Bal, i fins i tot marqués l'agenda cultural parisenca, amb més de 180 exposicions al llarg d'aquests anys, que, d'altra banda, han estat paritàries, amb el mateix nombre d'exposicions d'homes i dones.
Al juliol de 2019 ha assumit la direcció de l'Escola Nacional Superior de Fotografia d'Arle, en un moment clau d'aquesta escola, quan tot just acaba d'estrenar nou edifici de 5.500 m².
El 2013 fou membre del jurat del Festival Internacional del Llibre d'Art i del Film de Perpinyà.Membre del conseil assessor artistic del Museu Reina Sofia de Madrid (2013-2022). Des de 2021, és Membre del conseil d'administration del festival de cinema FID Marseille, Membre del Patronat del Museu Picasso, Barcelona , i membre del conseil Scientific de la Fondation AMIDEX, Université Aix-Marseille.

## Exposicions rellevants
Ha comissariat o col·laborat en exposicions destacades sobre els següents artistes: Sandy Skoglund, Doug Aitken, Diane Arbus, Eugène Atget, Jordi Colomer, Aernout Mik, Susan Meiselas, Helena Almeida, Tracey Moffat, Valérie Mréjen, Sophie Ristelhueber, Willy Ronis, Bruno Serralongue, Lorna Simpson, Esther Shalev-Gerz, Christer Strömholm, Gillian Wearing, Miguel Rio Branco, Richard Avedon, Société Réaliste, Laurent Grasso, la fotoperiodista Dorothea Lange, l'artista cubana Ana Mendieta o l'artista conceptual uruguaià Alejandro Cesarco, entre d'altres.

## Premis i reconeixements
- 1996 Premi Ciutat de Barcelona per la seva tasca a la Sala Arcs.[5]
- 2007 - Premi Bartolomé Ros a PHotoEspaña, ex aequo amb Javier Vallhonrat[11][12]
- 2011 - Officier de l'Ordre des Arts et des Lettres atorgat pel ministère français de la Culture et de la Communication.
- 2013 - Premi GAC[13]
- 2020 - Commandeur de l'Orde des Arts et des Lettres atorgat pel ministère français de la Culture et de la Communication